# Norwich Castle
Norwich Castle is een kasteel in Norwich, Norfolk.

## Geschiedenis
In 1067 bouwde Willem de Veroveraar een houten gebouw op een motte. Aan de voet hiervan lag het hof, een binnenplaats omsloten door een houten palissade.

### Stenen donjon
Rond het jaar 1100 werd de motte verder verhoogd en in het jaar 1120 werd er een vierkante donjon op gebouwd. De dikke buitenmuren waren van vuursteen gemaakt maar de buitenkant werd bekleed met kalksteen uit Caen (Normandië). De donjon heeft een oppervlakte van circa 29 bij 27 meter en is ongeveer 21 meter hoog. Het kasteel fungeerde vanaf de voltooiing als een koninklijk paleis.

### Gevangenis
Vanaf het jaar 1220 werd het gebouw als gevangenis gebruikt. Er werden ook enkele bijgebouwen op de motte bijgebouwd. Gedurende de volgende zes eeuwen werden er nog diverse wijzigingen aangebracht aan de gebouwen. De structuur van de originele donjon bleef bewaard, maar de buitenmuren werden meermaals gerestaureerd. De gebouwen uit het binnen- en buitenhof zijn echter niet bewaard gebleven. Het kasteel bleef tot 1887 functioneren als gevangenis, tot het gekocht werd door de stad Norwich.
De stad maakte van de donjon een museum dat zijn deuren opende in het jaar 1894 en daarna werd uitgebreid. 

## Museum
Naast een uitgebreide geschiedenis van het kasteel zelf biedt het museum verschillende andere permanente tentoonstellingen. Archeologische vondsten uit Norfolk illustreren de plaatselijke geschiedenis vanaf het stenen tijdperk, over de Romeins/Keltische periode (met een uitgebreide exhibitie over de Keltische koningin Boudicca) tot de 17de- tot 20e-eeuwse schilderkunst. Verder zijn er een natuurafdeling en een collectie vlinders te bezichtigen.
Theepotten
Norwich Castle heeft de grootste verzameling theepotten van het Verenigd Koninkrijk, waaronder de grootste theepot ter wereld met een inhoud van 60 liter.